# Vilyvitány
Vilyvitány là một thị trấn thuộc hạt Borsod-Abaúj-Zemplén, Hungary. Thị trấn này có diện tích 13,13 km², dân số năm 2010 là 241 người, mật độ 18 người/km².